# Automotore FS 209
Gli automotori FS 209 sono locomotori da manovra a scartamento normale tipo ABL V A, realizzati dalla Antonio Badoni di Lecco, due dei quali hanno prestato servizio, nelle Ferrovie dello Stato italiane, fino al 1983, inseriti nel gruppo 209. Dopo essere stati dismessi sono stati ceduti a ditte private e nel 2002 risultavano di proprietà della ditta Martini di Vicenza. Il gruppo 209 comprendeva ulteriori due esemplari totalmente differenti dai due automotori.    

## Caratteristiche
Gli automotori hanno motorizzazione diesel che raggiunge una potenza di 66 kW (90 CV) a 2000 giri/min con rodiggio B e passo di 1300 mm, con una velocità massima in manovra di 18 Km/h; la trasmissione è idraulica Hydro Titan Von Roll.

## 209.003

L'utomotore FS 209.003 presso il Deposito Locomotive di Milano Smistamento nel maggio 1976

L'automotore diesel da manovra 209.003 del tipo ABL IV NLR venne realizzato nel 1952 dalla Badoni di Lecco e acquisito dalle FS nel 1967 ed inserito nel gruppo 209 sebbene totalmente differente dalle altre unità del gruppo. Venne realizzato in un unico esemplare con un motore diesel Fiat 364 B da 53 kW (72 CV) a 2000 giri/minuto. la Trasmissione era del tipo meccanico a 4 velocità. La velocità massima era di 26Km/h, il rodiggio tipo B con un Passo di 1800 mm un diametro delle ruote motrici di 600 mm, una lunghezza totale di 4150 mm una massa sia in servizio, sia aderente 12 tonnellate. L'unità venne ritirata dal servizio e radiata e demolita nel novembre 1984.

## 209.004
L'automotore diesel da manovra 209.004 del tipo ABL V A	venne realizzato nel 1971 dalla Badoni di Lecco e acquisito dalle FS nel 1979 ed inserito nel gruppo 209. Si trattava di un prototipo con nuovo motore diesel OM CP 3L da 74 kW (100 CV) a 1900 giri/minuto. la Trasmissione era idraulica Hydro Titan Von Roll. La velocità massima era di 18 Km/h, il rodiggio tipo B con un Passo di 1300 mm un diametro delle ruote motrici di 600 mm, una lunghezza totale di 5190 mm una massa in servizio di 13,6 t con una massa aderente di 12 tonnellate. L'unità venne ritirata dal servizio e radiata nel 1988.